# Dolores Hart

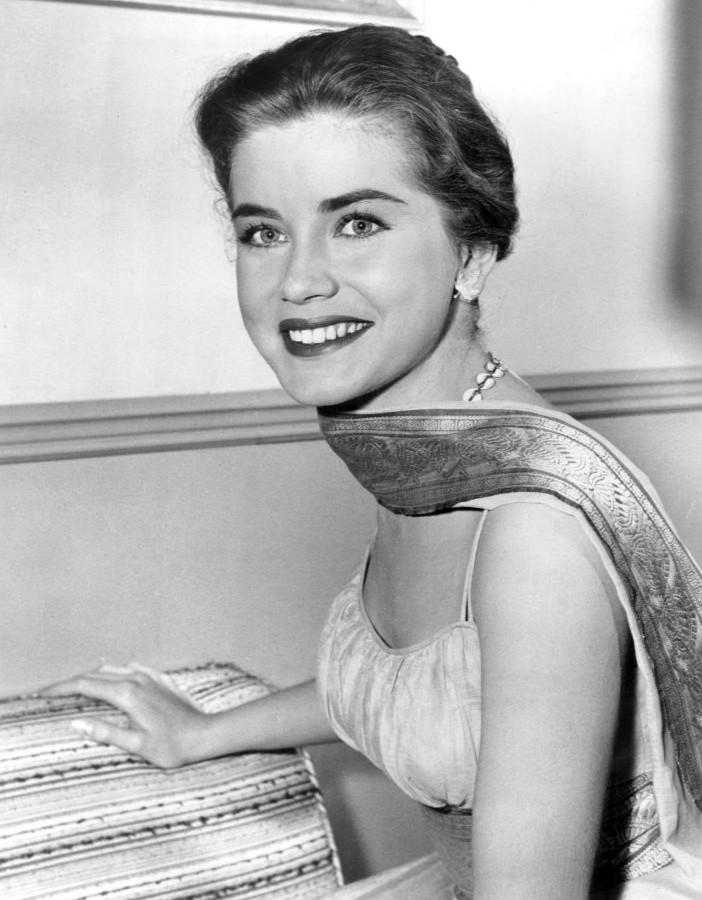
Dolores Hart år 1959.

Dolores Hart, född 20 oktober 1938 i Chicago i Illinois, är en amerikansk före detta skådespelare. Under åren 1957–1963 medverkade hon i tio filmer. År 1963 lämnade hon skådespeleriet och inträdde i benediktinklostret Regina Laudis i Bethlehem i Connecticut. År 1970 avlade hon sina eviga löften. Hart var priorinna från 2001 till 2015.